# Obaga Negra (Senyús)
L'Obaga Negra és una obaga del terme municipal de Conca de Dalt, a l'antic terme d'Hortoneda de la Conca, al Pallars Jussà, en territori que havia estat de l'antic poble de Senyús.
Està situada en el costat meridional de la capçalera del barranquet Negre, a ponent de l'extrem meridional de la Serra de Cuberes, al nord-est del Coll de Pedraficada i a llevant de l'Ereta de Damunt.